# Natalie La Rose
Natalie La Rose, née le 12 juillet 1988 à Amsterdam, est une chanteuse et danseuse néerlandaise qui habite aux États-Unis.
Elle se fait connaitre et connait un succès commercial au début de l'année 2015 avec son premier single, Somebody (en), en duo avec Jeremih, qui a terminé dans le top dix aux États-Unis.

## Biographie
Elle voit le jour à Amsterdam de parents d'origine surinamienne. Elle étudie le chant et la danse. Elle a une sœur, avec qui elle dansait et chantait pendant son enfance. À l'âge de vingt ans, elle part pour Los Angeles afin « de poursuivre ses rêves artistiques. »
En 2009, La Rose apparait dans la version musicale néerlandaise de High School Musical, jouant le rôle de Taylor McKessie,.
Natalie cite Beyoncé, Janet Jackson, Mariah Carey, Michael Jackson, Musiq Soulchild, Stevie Wonder et Whitney Houston parmi ses influences musicales,,.

## 2015
Le 6 janvier 2015, Natalie La Rose sort son premier single, Somebody, qui rencontre un succès important et qui s'installe dans le Top 10 de plusieurs pays comme les États-Unis, l'Australie, la Belgique.
Le 2 juin 2015, La Rose sort son deuxième single,  Around the World, un morceau électro-house, en collaboration avec le rappeur Fetty Wap et produit par Max Martin. All Around the World a été écrit par Marco Borrero, Ilya Salmanzadeh, Max Martin, Savan Kotecha, Rickard Goransson, Justin Franks et Willie Maxwell. Par la suite, elle chante sur le titre instrumental Wombass d'Oliver Heldens et Tiësto qui devient alors The Right Song (en).

## Discographie

### Singles

#### Artiste principale
| Titre                                         | Année | classement | classement | classement | classement | classement | classement | classement | classement | classement | Certifications                                  | Album |
| Titre                                         | Année | HOL        | AUS        | CAN        | DAN        | FRA        | N-Z        | SUE        | UK         | USA        | Certifications                                  | Album |
| --------------------------------------------- | ----- | ---------- | ---------- | ---------- | ---------- | ---------- | ---------- | ---------- | ---------- | ---------- | ----------------------------------------------- | ----- |
| " Somebody (en)" (featuring Jeremih)          | 2015  | 12         | 12         | 22         | 34         | 71         | 34         | 68         | 2          | 10         | - ARIA: Platine - BPI: Argent - RIAA: 2xPlatine | TBA   |
| "Around the World (en)" (featuring Fetty Wap) | 2015  | —          | —          | —          | —          | —          | —          | —          | 14         | 103        |                                                 | TBA   |

#### Featuring
| Titre                                                                | Année | Album             |
| -------------------------------------------------------------------- | ----- | ----------------- |
| "Gypsy Woman", (Caroline D'Amore (en) featuring Natalie La Rose)     | 2015  | Single            |
| "Worse Things than Love" (Timeflies (en) featuring Natalie La Rose)  | 2015  | Just for Fun (en) |
| "The Right Song" (Tiësto & Oliver Heldens featuring Natalie La Rose) | 2016  | Single            |